# OpenGL
OpenGL (Open Graphics Library) är en specifikation som definierar ett plattforms-oberoende API för att skriva applikationer med datorgrafik i två eller tre dimensioner. Varumärket "OpenGL" ägs av Silicon Graphics. Gränssnittet består av över 250 olika funktionsanrop som kan användas för att rita komplexa tredimensionella scener från enkla primitiver. Det används inom datorspelsbranschen, där det konkurrerar med Direct3D (som dock endast finns tillgängligt för Microsoft Windows). OpenGL används ofta inom industriella tillämpningar såsom CAD, virtuell verklighet samt vetenskaplig och informationsteknisk visualisering.
Effektiva implementationer av OpenGL finns för Microsoft Windows, flera Unix-plattformar, som Linux och Mac OS, och spelkonsoler som Playstation 3. Dessa implementationer kommer vanligen från tillverkare av grafikhårdvaran som med hjälp av drivrutiner abstraherar olika grafikprocessinstruktioner till OpenGL-anrop. Ett exempel på detta är projektet Mesa 3D som består av flera implementationer för både mjukvaru- och hårdvaru rendering. Mesa 3D är skriven för det mesta i öppen källkod.
Specifikationen av OpenGL hanterades av OpenGL Architecture Review Board (ARB), som grundades 1992. ARB bestod av ett antal företag med intresse av att hålla gränssnittet konsistent och tillgängligt.
Sedan 2006 hanteras specifikationen av konsortiet Khronos Group.

## Olika OpenGL-projekt
Till de mer kända OpenGL projekten på Linuxsidan hör Mesa 3D och Compiz. Det finns också flertal spel som använder sig av OpenGL. Doom (2016) är ett känt exempel då spelet släpptes bara med OpenGL support till en början innan spelet uppdaterades med stöd för Vulkan.

## Microsoft och OpenGL
På senare tid har många spelutvecklare övergått till Direct3D då många föredrar att använda verktygen som kommer med DirectX. Microsoft har även försökt styra utvecklingen åt det hållet. Det främsta skälet för det är naturligtvis det plattformsmonopol över gamers som Microsoft därmed bringar. Innan Microsofts release av operativsystemet Windows Vista ryktades att Microsoft ytterligare ville tvinga bort OpenGL, genom att grafikläget Aero Glass automatiskt skulle stängas av om en drivrutin som stödjer OpenGL-installerades. Det har emellertid visat sig att Windows Vista, liksom tidigare versioner, har möjlighet för drivrutiner att inkludera ett komplett stöd för OpenGL.